# Gerlič
Gerlič je priimek v Sloveniji, ki ga je po podatkih Statističnega urada Republike Slovenije na dan 1. januarja 2010 uporabljalo 42 oseb in je med vsemi priimki po pogostosti uporabe uvrščen na 8.422. mesto.

## Znani nosilci priimka
- Ivan Gerlič (*1947), fizik, informatik, univerzitetni profesor (UM)